# Nelson Maculan Filho
Nelson Maculan Filho (Londrina, 19 de março de 1943) é um engenheiro e professor catedrático brasileiro.

## Biografia
Filho do político Nelson Maculan, formou-se em engenharia de minas pela Universidade Federal de Ouro Preto, em Minas Gerais, no ano de 1965. Em 1966, para iniciar carreira científica, especializou-se na França, onde concluiu seu DEA em estatística-matemática na Universidade Paris VI. Doutorou-se em 1975 pela COPPE/UFRJ. Foi orientador de inúmeras teses de doutorado e dissertações de mestrado de brasileiros e latino-americanos. 
Participou de inúmeras sociedades científicas, como SOBRAPO, SBC, SBMAC e ALIO, além da participação em comitês científicos e agências de fomento, como CNPq, CAPES, FINEP e FAPERJ. Sua produção científica ultrapassa uma centena de trabalhos, publicados em periódicos, congressos e coletâneas. Além disso, é autor e editor de diversos livros e também autor de muitos capítulos de livros publicados por importantes editorias internacionais.
Ingressou na UFRJ como professor assistente da COPPE e do Instituto de Matemática em 1971, passando a adjunto em 1978. Neste mesmo ano tornou-se titular do programa de Engenharia de Sistemas e Computação da COPPE. Atuou na graduação e na pós-graduação do Instituto de Matemática, lecionando diversas disciplinas, dentre as quais programação linear, otimização em grafos, otimização de grande porte, destacando-se pela liderança de projetos e grupos de pesquisa e exercendo diferentes cargos administrativos na vida acadêmica. Em 1990, foi eleito diretor da COPPE, após passar por diversas funções, cargo que exerceu por pouco tempo por ter sido eleito reitor da UFRJ.
Em sua administração, fomentou o equilíbrio entre o ensino e a pesquisa, detectado por um crescimento de 27% no número de alunos nos cursos de doutorado. Deixou a UFRJ com mais de 2000 projetos em andamento. Desses projetos, muitos se destacaram pela parceria com instituições internacionais de ensino, como o Centro Europeu de Física de Altas Energias (CERN), trazendo excelentes resultados em novas pesquisas em física, informática e engenharia elétrica. Além disso, deixou em andamento importantes pesquisas nas áreas de saúde, robótica, engenharia civil e ecologia. 
Em sua gestão como reitor, também administrou aulas, dando atenção aos cursos noturnos, oferecendo 6051 vagas distribuídas entre química, matemática, física, serviço social, fonoaudiologia, fisioterapia, biologia, dança, educação física, direção teatral e radialismo.
É membro da Academia Brasileira de Ciências.
Assinou um manifesto em defesa da soberania nacional e contra as recentes declarações do presidente dos Estados Unidos, Donald Trump, repudiando a tentativa de interferência estrangeira no Judiciário brasileiro e denunciando o caráter político da decisão norte-americana de elevar para 50% a tarifa de importação de produtos brasileiros.

## Prêmios
- Recebeu em 2010 o Prêmio do Mérito Científico da Sociedade Brasileira de Computação.[5]
- É recipiente da Ordem Nacional do Mérito Científico no grau de Grã-cruz[6].
- Agraciado em 2011 com o Prêmio Anísio Teixeira.[7]